# ماسیمو بولدی
ماسیمو بولدی (ایتالیایی: Massimo Boldi؛ زادهٔ ۲۳ ژوئیهٔ ۱۹۴۵) هنرمند استندآپ کمدی و بازیگر اهل ایتالیا است.
از فیلم‌ها یا سریال‌های تلویزیونی که وی در آن نقش داشته‌است، می‌توان به کشور زیبا، زنت را به من قرض بده، دو قلب، یک نیایشگاه، سه ببر در برابر سه ببر، نشان تو چیست؟، برداشت نخست خوب، فروشگاه بزرگ، ازدواج در پاریس، کریسمس در هند، پاپاراتزی، مأموران آتش‌نشانی، من خوش‌عکسم، تعطیلات در مریخ، کریسمس عشق، محافظ بدن و تیفوسی اشاره کرد.